# Еш проти зловісних мерців
«Еш проти зловісних мерців» (англ. Ash vs. Evil Dead) — американський комедійний горор-телесеріал, прем'єра якого відбулася на телеканалі Starz 31 жовтня 2015 року. Серіал входить у франшизу «зловісних мерців». Його творцями, як і трилогії фільмів, є брати Сем і Айван Реймі, а також Том Спезіалі. Події серіалу відбувається у всесвіті «Зловісних мерців», а також він є продовженням перших трьох фільмів. У головних ролях: Брюс Кемпбелл, Люсі Лоулес та Джилл Мері Джонс. Прем'єра серіалу відбулася 31 жовтня 2015 року.
Останні тридцять років Еш старанно уникав усього, що пов'язане зі спогадами про зловісних мерців, але коли чергове нашестя дедайтів загрожує знищити все населення планети, Еш стає єдиним шансом людства на порятунок.

## Акторський склад

### Основний склад
- Брюс Кемпбелл — Ешлі Джей Вільямс, головний герой серіалу, єдиний, хто вижив з хатини, куди 30 років тому він вирушив з друзями, прочитавши текст із Некрономикона і вбив їх, після перетворення в дедайтів.
- Рей Сантьяго — Пабло Сімон Болівар, працівник магазину S-Mart, колега Еша.
- Дана Делоренцо — Келлі Максвелл, працівник магазину S-Mart, колега Еша.
- Джилл Мері Джонс — Аманда Фішер, звичайний поліцейський детектив.
- Люсі Лоулес — Рубі Ноубі, сестра Енні з другого фільму, дочка професора Ноубі і його дружини Генрієтти, колишня демонічна дружина Баала, яка написала Некрономікон Екс-Мортіс (англ. Necronomicon Ex-Mortis).
- Мішель Герд — Лінда Бейтс-Емері, шкільна подружка Еша, дружина шерифа Томаса Емері, мати Лейсі.
- Тед Реймі — Чет Камінські, старий друг Еша по школі.
- Пепі Сонуга — Лейсі Емері, 21-річна дочка Томаса і Лінди.
- Аріель О'Нілл — Бренді Барр, дочка Еша Вільямса і Кендіс Барр.
- Ліндсей Фарріс — Далтон, один із членів Шумерських лицарів.

## Список епізодів
| Сезони | Сезони | Епізоди | Прем’єрний показ | Прем’єрний показ |
| Сезони | Сезони | Епізоди | Початок          | Завершення       |
| ------ | ------ | ------- | ---------------- | ---------------- |
|        | 1      | 10      | 31 жовтня 2015   | 2 січня 2016     |
|        | 2      | 10      | 2 жовтня 2016    | 11 грудня 2016   |
|        | 3      | 10      | 25 лютого 2018   | 29 квітня 2018   |